# Jackie Gayda
Jacquelyn Suzanne Gayda-Haas (3 de novembro de 1981) é uma lutadora de wrestling estadunidense. Gayda, já trabalhou na WWE, nos programas RAW e SmackDown, além de uma passagem na Total Nonstop Action Wrestling.ela tambem participou e venceu o WWE Tough Enough na terceira temporada,dando-lhe assim a oportunidade de ir trabalhar para a WWE